# 托馬斯·穆斯特
托馬斯·穆斯特（德語：Thomas Muster，1967年10月2日—），奧地利前職業網球運動員，單打最高世界排名第一，一座大滿貫得主。

## 網球生涯
1989年，當時21歲的穆斯特成為第一位進入澳網男單準決賽的奧地利人，他以四盤敗給的最後冠軍。不久，他也成為第一位進入ATP男單前十名的奧地利人。同年，穆斯特參加籤表多達128人、在Key Biscayne島舉行的立頓網球賽（邁阿密大師賽的前身），並在3月31的一個星期六晚上參加半决赛，經過五盤大戰淘汰，决赛將面對世界第一的伦德尔，當比賽勝利後結束不足一小時，穆斯特背著球包從休息室出來，他被一名醉酒司機駕駛的汽車撞倒，導致其左膝韌帶撕裂，穆斯特無奈宣布棄賽。
對一位網球員來說，韌帶撕裂幾乎是致命性的打擊。他接受膝蓋手術之後，雖然不能走動，但他堅持坐在特製的椅上堅持進行擊球訓練。正當人們都以為他從此隕落，他卻以超乎尋常的毅力重新站了起來，僅僅過了6個月，他重返賽場。
1990–1994年，他共贏得18個ATP男單冠軍，除了1990年的阿德雷德硬地賽，其他17個全是紅土賽冠軍。但這五年，作為紅土專家的他，未能成功挑戰法網男單錦標。（1990年準決賽敗於最後冠軍，1991年第一圈敗於山普拉斯，1992年第二圈敗於最後冠軍，1993年第一圈爆冷敗於同胞Horst Skoff，以及1994年第三圈敗於）
1995年ATP賽季，穆斯特達到職業生涯巔峰，他取得包括法網在內的12個男單冠軍，ATP巡迴賽（Grand Prix和WCT於1990年合併後誕生）以來一季最多男單冠軍，此記錄和2006年的共享。當年，他取得11個泥地賽男單冠軍，以及泥地球場40連勝，並首次殺入法網男單決賽，最後以7-5, 6-2, 6-4擊敗1989年冠軍得主張德培，獲得火槍手盃。
1995年，他取得的唯一非泥地賽男單冠軍是在德國埃森舉行的欧卡公开赛，這比賽個當時在室內地毯球場進行比賽，也是唯一一次在埃森舉行的欧卡公开赛和ATP大師賽，他在男單準決賽擊敗當時的男子職業網壇霸主山普拉斯，並在男單決賽擊敗马利维·华盛顿，獲得冠軍。
由於世界第一兼1995年澳網男單亞軍桑普拉斯在1996年澳網被菲利普西斯淘汰，提早於第三圈出局，作為紅土專家，1996年初他成功登上世界第一。穆斯特憑藉紅土場優勢稱霸ATP，也令網球壇大跌眼鏡。不過，因為他在1995年的硬地和草地賽季乏善足陳，球迷和媒體頗有微詞。對於媒體的挑剔，穆斯特簡單地反駁：「我得到足夠的積分讓我成為世界第一，這些積分並非逛超市買來的。」 
1996年法網男單第四圈，他被擊敗，宣布衛冕失敗。
硬地賽方面，澳網男單最佳成績是1989年和1997年的準決賽，而美網男單最佳成績是1993年、1994年、和1996年的四分之一决赛。
他曾四次參加在草地球場舉行的溫布頓男單正賽，但從未取得任何勝仗（1987年、1992年、1993年和1994年的第一圈）。
1997年，他獲得杜拜、邁阿密2個硬地賽男單冠軍，之後直至退休前夕再沒有獲得任何ATP冠軍男單冠軍，並在1999年宣布退休。

## 大滿貫

### 男單冠軍（1）
| 年份 | 比賽 | 場地 | 決賽對手 | 對手國籍 | 勝方比分      |
| ---- | ---- | ---- | -------- | -------- | ------------- |
| 1995 | 法网 | 泥地 | 張德培   | 美國     | 7-5, 6-2, 6-4 |

## ATP巡迴賽

### 單打冠軍（44）
- 1986年 (1) - 荷蘭希爾弗瑟姆
- 1988年 (4) - 波士頓（前美國職業錦標賽）、波爾多、布拉格、巴里（Hypo Group國際賽）
- 1990年 (3) - 阿德雷德（澳大利亚硬地网球锦标赛）、卡薩布蘭卡、羅馬 A
- 1991年 (2) - 佛羅倫斯、日內瓦
- 1992年 (3)  - 蒙地卡羅 A、佛羅倫斯、烏馬格
- 1993年 (7) - 墨西哥城、佛羅倫斯、熱那亞、基茨比厄爾（傑內拉利公開賽）、聖馬利諾、烏馬格、巴勒莫
- 1994年 (3) - 墨西哥城、馬德里、奧地利聖皮爾藤（Hypo Group國際賽）
- 1995年 (12) [2] - 墨西哥城、埃斯托里爾 (葡萄牙卡公開賽)、巴塞隆拿、蒙地卡羅 A、羅馬 A、法網、聖皮爾滕、史圖加特-2 (斯图加特室外賽)、聖馬利諾、烏馬格、布加勒斯特、德國埃森（歐卡公開賽）A
- 1996年 (7) - 墨西哥城、埃什托里尔 (葡萄牙卡公開賽)、巴塞隆拿、蒙地卡羅 A、羅馬 A、史圖加特-1 (斯图加特室外賽)、波哥大
- 1997年 (2) - 杜拜 (杜拜免稅店網球錦標賽)、邁阿密 A

^  注解A：為ATP大師賽 （共8項冠軍）

## 6週ATP世界排名第一
| 球王任期                      | 前任球王 | 繼任球王 | 連續週數 | 累積週數 |
| ----------------------------- | -------- | -------- | -------- | -------- |
| 1996年2月12日 - 1996年2月18日 | 山普拉斯 | 桑普拉斯 | 1週      | 1週      |
| 1996年3月11日 - 1996年4月14日 | 桑普拉斯 | 桑普拉斯 | 5週      | 6週      |

## 外部連結
- 托馬斯·穆斯特（英文/西班牙文）的官方資料
- 托馬斯·穆斯特的國際網球總會 職業／青少年 官方資料（英文）
- 托馬斯·穆斯特的官方資料（英文）

1. ↑  . （原始内容存档于2022-07-09）.
2. ↑  .   [2023-03-12]. （原始内容存档于2022-06-13）.